# Lilla sidan
Lilla sidan eller Lillsidan (tjeckiska: Malá Strana) är en stadsdel i Tjeckiens huvudstad Prag. Sedan 1961 är den delad mellan stadsdistrikten (městský obvod) Prag 1 och 5 och sedan 1990 även de mindre stadsdelskommunerna (městská část) med samma namn.